# Сајлент Хил (филм)
Сајлент Хил (енгл. Silent Hill) је хорор филм из 2006. године, у режији Кристофа Гана, по сценарију Роџера Аварија. Темељи се на серијалу Silent Hillвидео-игара Silent Hill који производи Konami. Главне улоге глуме: Рада Мичел, Шон Бин, Лори Холден, Дебора Кара Ангер, Ким Коутс, Танја Ален, Алис Криге и Џодел Ферланд. Филм прати Роуз, која води своју усвојену ћерку Шерон у градић Сајлент Хил, који Шерон дозива док месечари.
Приказан је 21. априла 2006. године у Канади, 26. јула у Француској, а 8. јула у Јапану. Добио је углавном негативне рецензије критичара, мада су оне временом биле све боље, те значајно утицао на наставак серијала видео-игара. Зарадио је више од 100 милиона долара широм света.
Наставак, Сајлент Хил: Откровење, приказан је 2012. године. Трећи део, Повратак у Сајлент Хил, тренутно је у продукцији.

## Радња
Роуз је млада мајка, чија усвојена ћерка Шерон месечари, а за време ноћних шетњи спомиње име града у Западној Вирџинији. Реч је о Сајлент Хилу, рударском градићу, који је 1970-их потресала серија подземних пожара у рудницима.
Покушавајући да сазна шта то везује њену ћерку и „град духова”, Роуз одлучује да посети Сајлент Хил. Али, пут до тамо није ни мало једноставан. Њих две доживљавају саобраћајну несрећу у којој Шерон нестаје, а Роуз трагајући за њом сазнаје мрачне тајне о прошлости мистериозног града.

## Улоге
| Глумац            | Улога              |
| ----------------- | ------------------ |
| Рада Мичел        | Роуз да Силва      |
| Шон Бин           | Кристофер да Силва |
| Лори Холден       | Сибил Бенет        |
| Џодел Ферланд     | Алеса Гилеспи      |
| Дебора Кара Ангер | Далија Гилеспи     |
| Алис Криге        | Кристабела         |
| Ким Коутс         | Томас Гучи         |
| Танја Ален        | Ана                |
| Роберто Кампанела | Црвена Пирамида    |
| Кристофер Бритон  | Адам               |
| Ники Гуадањи      | Еленор             |
| Емили Линехам     | Лиса Гарланд       |
| Ив Крофорд        | Маргарет           |